# Juan Goytisolo
Juan Goytisolo Gay, född 5 januari 1931 i Barcelona, död 4 juni 2017 i Marrakech i Marocko, var en spansk författare. Han var bror till författarna José Agustín Goytisolo och Luis Goytisolo.
Efter juridikstudier publicerade han sin första roman, Juegos de manos (De unga mördarna), 1954. Hans opposition mot Franco fick honom att gå i exil till Paris 1956. Alla verk han gav ut var förbjudna i Spanien fram till Francos död.
Juan Goytisolo gifte sig med publicisten och författaren Monique Lange, en kusin till författaren Marcel Proust, Emmanuel Berl och filosofen Henri Bergson. Monique Lange dog 1996. 1997 flyttade han till Marrakech.
2014 tilldelades han Miguel de Cervantes-priset.